# Gunnar Birkerts
Gunnar Birkerts (en letton : Gunārs Birkerts) est un architecte letton puis américain, né le 17 janvier 1925 à Riga (Lettonie) et mort le 15 août 2017 à Needham dans le Massachusetts (États-Unis), .

## Biographie
Gunnar Birkerts a travaillé très majoritairement à Détroit. Il a notamment conçu le Kemper Museum of Contemporary Art au Kansas, le Marquette Plaza à Minneapolis, le musée du verre de Corning ou encore la bibliothèque nationale de Lettonie.

## Galerie

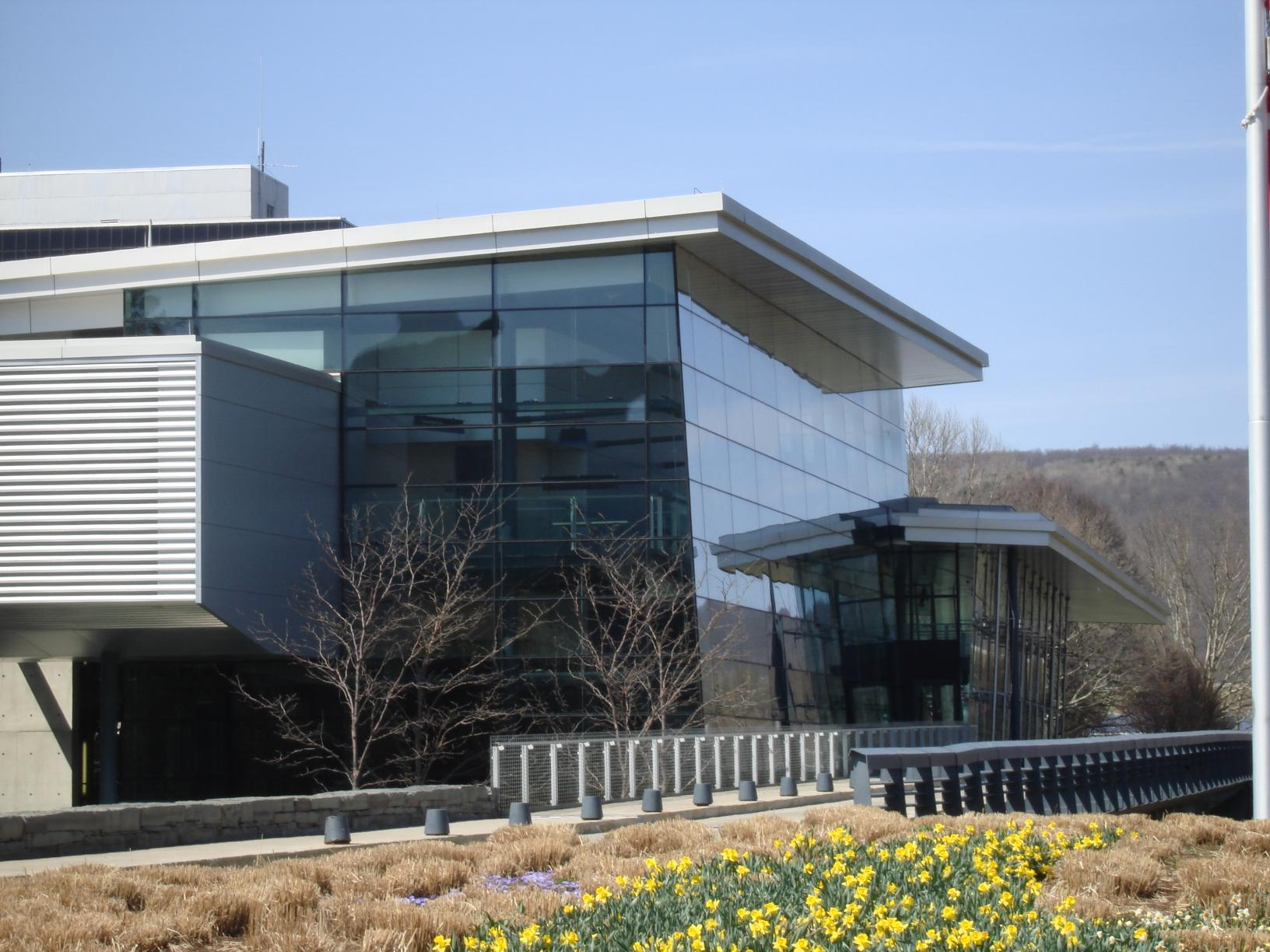
Musée du verre de Corning à Corning (État de New York).
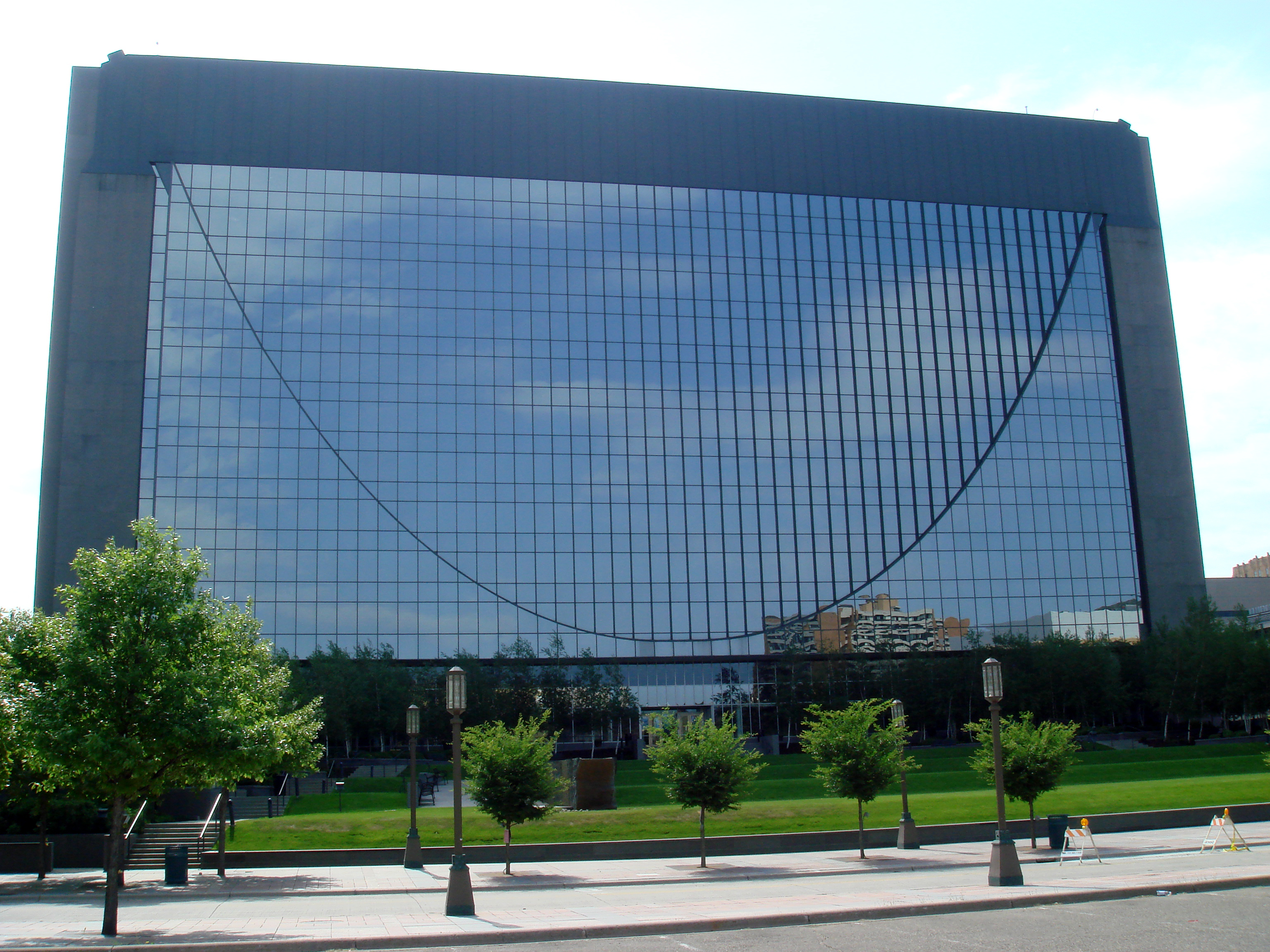
Marquette Plaza, Minneapolis.
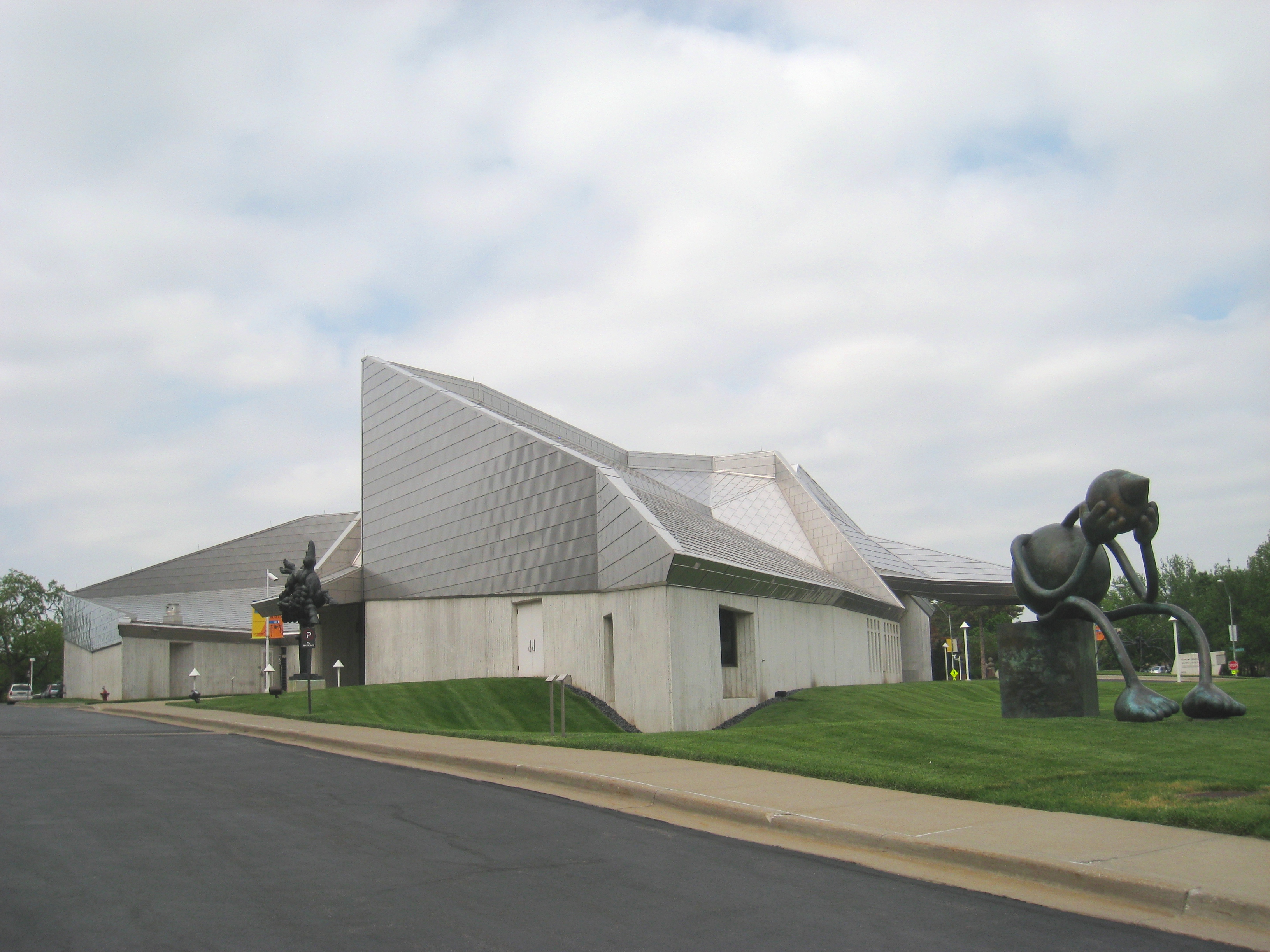
Musée Kemper d'Art contemporain (en), Kansas City, Missouri.